# Wildhaus
Wildhaus (toponimo tedesco) è una frazione di 1 205 abitanti del comune svizzero di Wildhaus-Alt Sankt Johann, nel Canton San Gallo (distretto del Toggenburgo). È la città natale del riformatore Huldreich Zwingli.

## Storia

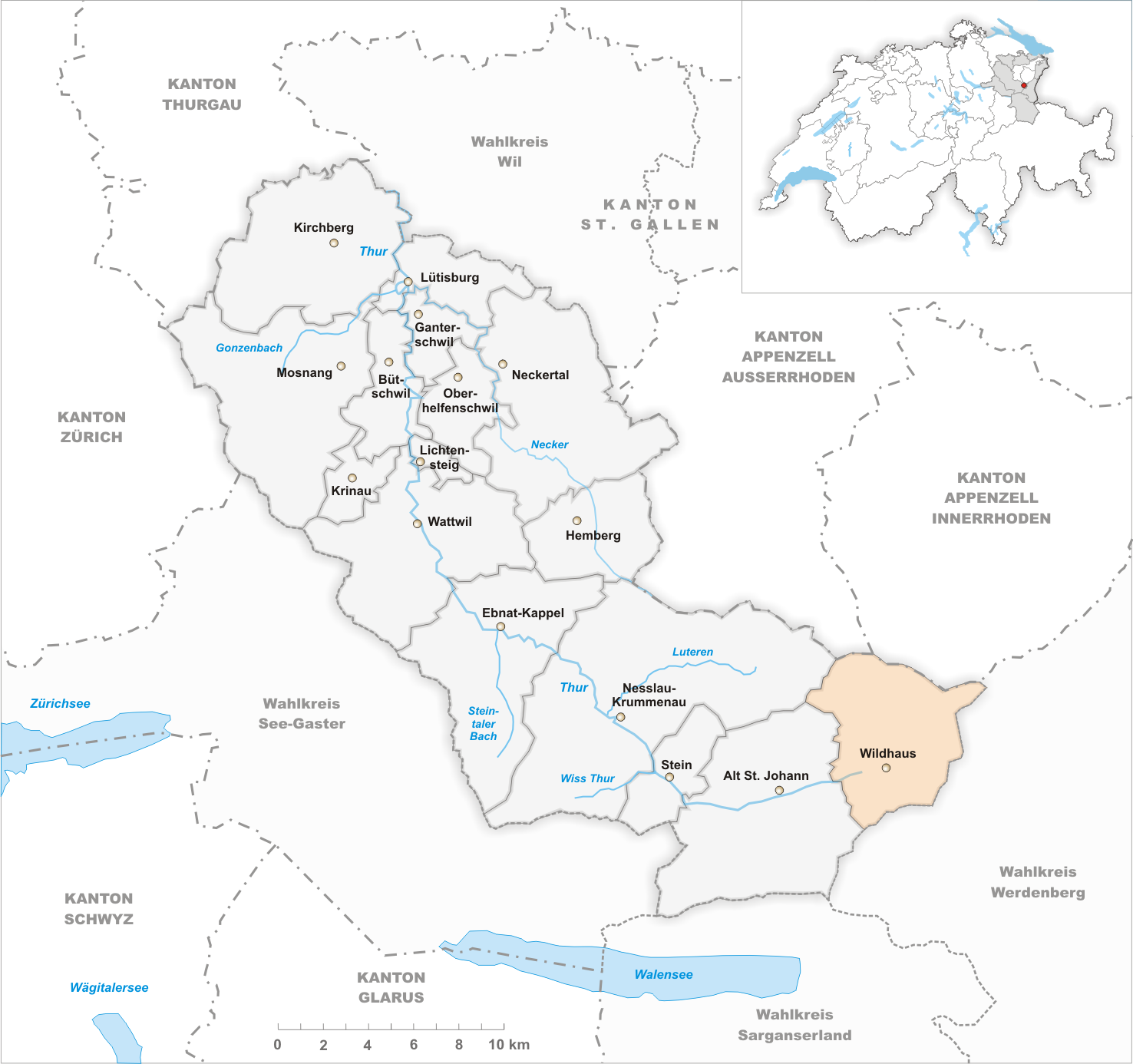
Il territorio del comune di Wildhaus prima degli accorpamenti comunali del 2010

Fino al 31 dicembre 2009 è stato un comune autonomo che si estendeva per 34,43 km²; il 1º gennaio 2010 è stato accorpato all'altro comune soppresso di Alt Sankt Johann per formare il nuovo comune di Wildhaus-Alt Sankt Johann.

## Sport
Stazione sciistica, ha ospitato tra l'altro i Campionati svizzeri di sci alpino 1963, i Campionati del mondo di winter triathlon del 2004, i Campionati europei di winter triathlon del 2004 e i Campionati svizzeri di biathlon 2005.